# Guerra de 1907
La Guerra de 1907 fue un conflicto librado entre El Salvador y una alianza entre Honduras, Nicaragua, exiliados salvadoreños y filibusteros estadounidenses. La invasión a El Salvador el 11 de junio de 1907 resultó en una rápida victoria para El Salvador, ya que las fuerzas invasoras se retiraron al final del día. La guerra terminó oficialmente con la firma de un tratado de paz, el 20 de diciembre de 1907 que estableció la Corte de Justicia Centroamericana.

## Trasfondo
El 13 de noviembre de 1898, un golpe de Estado en El Salvador encabezado por el general Tomás Regalado derrocó al entonces presidente Rafael Antonio Gutiérrez, y después del golpe, Regalado declaró que El Salvador ya no sería miembro de la Gran República de Centroamérica, de la que formaba en ese momento. Como resultado del golpe, su declaración de secesión de la Gran República y el fracaso de los militares de Honduras y Nicaragua, los otros dos miembros de la Gran República, de tomar medidas para impedir por la fuerza la secesión de El Salvador, el Consejo Federal Ejecutivo de la Gran República de Centroamérica votó para disolver la unión el 29 de noviembre de 1898.
De 1898 a 1903, Rafael Zaldívar, expresidente de El Salvador de 1876 1885, intentó convencer a Regalado y al presidente Porfirio Díaz de restablecer por la fuerza una unión centroamericana, como lo intento el presidente guatemalteco Justo Rufino Barrios en 1885, fracasando en el intento, cuando el mandato de Regalado terminó en 1903. El 20 de enero de 1902, Costa Rica, El Salvador, Honduras y Nicaragua firmaron el Tratado de Paz y Arbitraje Obligatorio que fortaleció los lazos políticos entre las naciones.  El 2 de noviembre de 1903, Guatemala, Honduras y Nicaragua firmaron otro tratado que esbozaba un acuerdo similar, y el 21 de agosto de 1904, El Salvador, Guatemala, Honduras y Nicaragua firmaron un tercer tratado que esbozaba otro acuerdo similar.
A pesar de los tratados, una guerra estalló en 1906 cuando Guatemala invadió El Salvador y Honduras.  La guerra terminó con un tratado de paz el 25 de septiembre de 1906 cuando Estados Unidos intervino diplomáticamente. Otra guerra estalló el 19 de febrero de 1907 cuando Nicaragua invadió Honduras y derrocó al presidente Manuel Bonilla. La guerra terminó con otra intervención diplomática de Estados Unidos y México, y las naciones de Centroamérica firmaron el Tratado Centroamericano de Paz y Amistad de 1907 el 23 de abril de 1907.

## La Guerra
El 11 de junio de 1907, una coalición conjunta de soldados hondureños y nicaragüenses, exiliados salvadoreños y filibusteros estadounidenses lanzaron una invasión sorpresa del territorio salvadoreño en abierta violación del tratado de paz y amistad que se había firmado solo dos meses antes. La coalición estaba liderada por el general Manuel Rivas, un oficial militar salvadoreño exiliado que fue líder de la Revolución de los 44 de 1894 que llevó a Gutiérrez al poder, el general Luis Alonso Barahona, otro oficial militar salvadoreño exiliado, y el doctor Prudencio Alfaro, un político salvadoreño exiliado que sirvió como Vicepresidente de El Salvador bajo la administración de Gutiérrez desde 1895 hasta que fue depuesto en 1898. José Santos Zelaya, el Presidente de Nicaragua, tenía la intención de ayudar a instalar a Alfaro como Presidente de El Salvador, deponiendo al Presidente en ejercicio, el General Fernando Figueroa, en el proceso. Miguel R. Dávila permitió que los soldados hondureños se unieran a la fuerza de invasión el día anterior a la invasión. Durante el primer mes de la invasión, las fuerzas invasoras iniciaron un desembarco naval en Acajutla, capturando la ciudad y apoderándose de locomotoras y vagones pertenecientes a la Compañía Salvadoreña de Ferrocarriles, y el ejército también llegó a la ciudad de Sonsonate.
El día de la invasión, Figueroa pronunció un discurso titulado "Proclama al Pueblo Salvadoreño" en un esfuerzo por conservar la lealtad y la moral de los ciudadanos de El Salvador y del Ejército Salvadoreño.Declaró:

Compatriotas: El general J. Santos Zelaya, violando la fe impuesta en los convenios internacionales, ha faltado a las solemnes obligaciones contraídas por la intervención de los Gobiernos de los Estados Unidos y de México. Al amanecer de esta mañana ha sorprendido a la pequeña fuerza militar de Acajutla y ha desembarcado fuerzas nicaragüenses con objeto de conquistarlas. Ante esta brutal ofensa que el Gobierno de Nicaragua ha cometido contra nosotros, todos, como un solo hombre, debemos reunirnos en torno a la bandera de nuestro país y defenderla, dejando correr nuestra sangre antes que permitir que sea manchada por los aventureros que, en hora mala, pretenden profanarla. El honor nacional, las hazañas de nuestros antepasados, el porvenir de nuestros hijos y las altas leyendas de nuestro pueblo, nos claman que nos levantemos y castiguemos la insolencia del Presidente nicaragüense y que preservemos, no sólo nuestra gloria militar y nuestros intereses, que los recientes acontecimientos en Honduras han demostrado que están en peligro,  sino el respeto que nuestro heroico ejército ha inspirado siempre que ha sido llamado a la defensa de nuestra patria.

Soldados: No permitáis que se consuma en los anales de un pueblo ilustrado esta insolente tentativa que nos llenaría de vergüenza y oprobio, haciéndonos indignos de conservar intacto el tesoro sagrado de nuestra autonomía, el honor de nuestra bandera victoriosa y nuestra soberanía. Antes de permitir que las armas de un audaz aventurero violen el suelo de nuestra amada patria, cuya salvaguardia está confiada al ejército nacional y a vuestro indudable patriotismo, preferid sí, mil veces, la muerte con honor en el campo de batalla, donde os acompañaré hasta la muerte.
Tengo plena confianza en vuestra lealtad y en vuestro honor militar, y por ello pongo en vuestras manos el sagrado encargo de la defensa nacional.Los pueblos libres y heroicos no retroceden jamás ante el enemigo, porque llevan en el corazón la conciencia del deber cumplidor y la confianza en el derecho, que asisten a todo pueblo digno e independiente a repeler las agresiones a su autonomía.
Salvadoreños: En este movimiento tengan la seguridad de que salvaré, intachable, el honor de la patria y la seguridad de sus hogares, hoy amenazados por la soldadesca mercenaria del gobernante nicaragüense.
Su jefe y amigo,
Fernando Figueroa, San Salvador, 11 de junio de 1907

También envió un telegrama al Dr. Manuel Delgado, embajador salvadoreño en los Estados Unidos, que se encontraba en Washington D. C. en ese momento:

Esta mañana los revolucionarios bombardearon y capturaron el puerto de Acajutla. Las fuerzas estaban comandadas por el general Manuel Rivas y vinieron de Corinto en el buque de guerra Momotombo, armado por el presidente de Nicaragua. De esta manera, el presidente Zelaya cumple con los términos del Tratado de Amapala, que fue el resultado de la intervención del gobierno estadounidense

En Acajutla, Rivas asaltó un banco para obtener 20.000 dólares en plata, lo que provocó un desacuerdo personal entre Rivas y Alfaro. Rivas propuso a Alfaro que se dividieran el control del país, con Rivas gobernando el este desde San Salvador y Alfaro gobernando el oeste desde Sonsonate, pero Alfaro se opuso a la propuesta. Más tarde, Figueroa dirigió personalmente un ejército a Acajutla y, al escuchar la noticia, los soldados bajo el mando de Rivas y Alfaro se retiraron de la ciudad, utilizando varios barcos y barcazas para huir al cañonero Momotombo que los desembarcó allí.

## Consecuencias

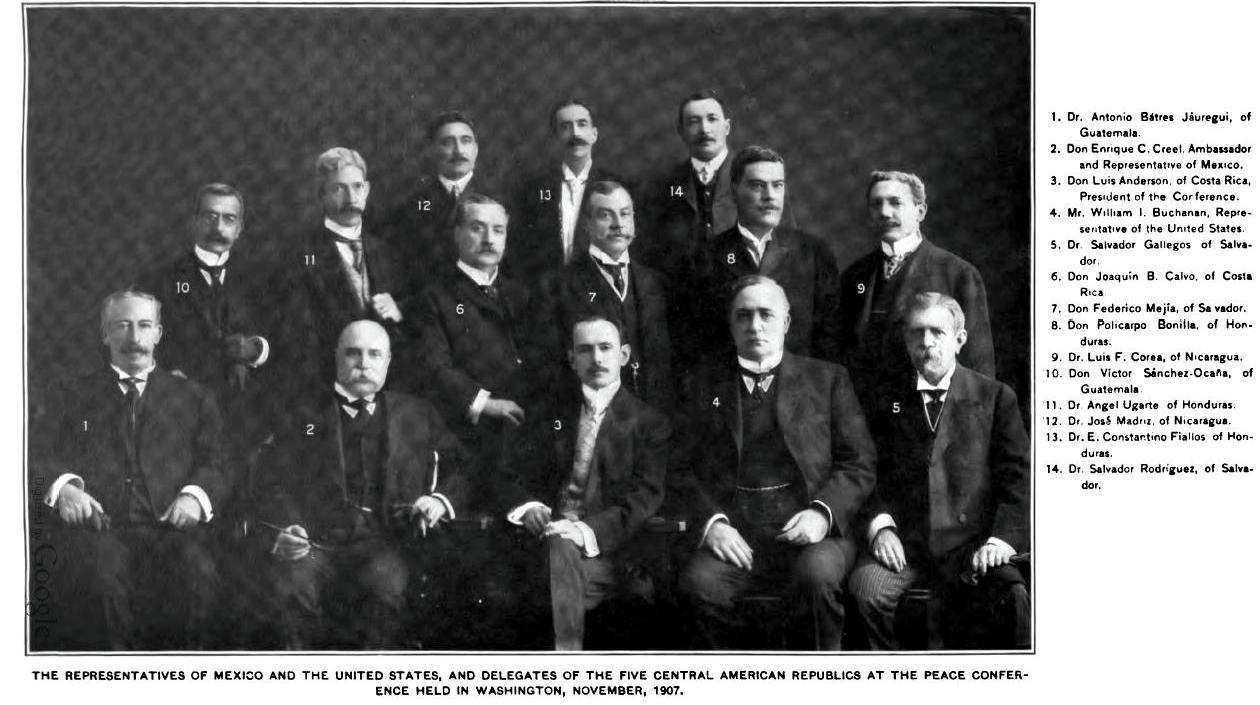
Conferencia de Paz y Amistad de 1907.

Sesión de Apertura de la Conferencia de los Cinco Países Centroamericanos en el Salón de las Américas, Edificio Panamericano. Los cinco países representados son Guatemala, Honduras, El Salvador, Nicaragua y Costa Rica

El 14 de noviembre de 1907, Estados Unidos abrió una conferencia de paz en Washington D. C. para poner fin a la guerra, a la que fueron invitadas las cinco naciones de América Central, Costa Rica, El Salvador, Guatemala, Honduras y Nicaragua. Honduras y Nicaragua presentaron un plan para restablecer una unión centroamericana, pero el plan encontró objeciones por parte de los delegados de Costa Rica, El Salvador y Guatemala, y la propuesta finalmente fue abandonada. El 20 de diciembre de 1907, las cinco naciones firmaron el tratado que estableció la Sistema de la Integración Centroamericana. El Tribunal celebró su primera sesión el 1 de enero de 1909.